# Asthenopie
Als Asthenopie (altgriechisch ἀσθενής asthenés, deutsch ‚schwach, kraftlos‘ und ὀπτικός optikós, deutsch ‚zum Sehen gehörend‘) oder asthenopische Beschwerden wird ein Symptomenkomplex bezeichnet, der – häufig auch bei jüngeren Menschen – zu unterschiedlichen Missempfindungen unter visueller Belastung führt, und der durch motorische, akkommodative, sensorische oder optische Störungen des Sehens ausgelöst wird.

## Symptome
Als Symptome sind u. a. zu erwähnen:
- Schweregefühl der Augenlider
- rasche Ermüdbarkeit und allgemeines Unwohlsein
- Kopfschmerzen
- Augenrötung, -schmerzen und -tränen, besonders bei Naharbeit
- fallweise Doppelbilder
- Schwindel
- Verschwommensehen

Typischerweise treten die Beschwerden erst im Laufe des Tages bzw. bei Zunahme von visuellen Belastungen auf, z. B. bei intensiver Bildschirmarbeit.

## Ursachen
Allgemein wird unterschieden nach optischer/akkommodativer, muskulärer, nervöser und symptomatischer Asthenopie. Als Ursachen können in Frage kommen:
- nicht oder falsch korrigierte Ametropien des Auges wie Weitsichtigkeit oder Kurzsichtigkeit
- Störungen der Augenmuskelkoordination, z. B. bei Konvergenzschwäche, Fixationsdisparität[2] oder latentem Schielen (Heterophorie)[3]
- zentrale Störungen der Fusion, d. h. der Verschmelzung beider Einzelbilder der Augen zu einem einzigen
- Übermüdung und Erschöpfung
- psychische Einflüsse
- Neuralgien, Konjunktivitis etc.